# DN12-es főút (Románia)
A DN12-es főút (románul drumul național 12) egy országút Romániában.

## Hossza
A 170 km hosszú főút Székelyföldön halad keresztül Erdély keleti részén. Az E578-as európai út része. Maroshévíznél a DN15-ös, Kökösnél a DN11-es főútra csatlakozik.

## Érintett városok
Maroshévíz – Ditró – Gyergyószentmiklós – Csíkszereda – Tusnádfürdő – Sepsiszentgyörgy

## Képek
|  |  |